# Hainbach
Hainbach, pseudonimo di Stefan Paul Goetsch (Freiburg im Breisgau, 1978), è un musicista e compositore tedesco, conosciuto anche per la sua attività di videomaker.
È diventato famoso a livello internazionale per le sue incisioni di musica ambientale e le tecniche musicali sperimentali sul suo canale YouTube. La rivista Pitchfork ha descritto il canale YouTube di Hainbach come "un tesoro di clip con titoli come "How to Make Music With a Vintage Piano Tuner and Playing Live With Nuclear Instruments and Unknown Synths" ("Come fare musica con un accordatore di pianoforte vintage e suonare dal vivo con strumenti nucleari e sintetizzatori sconosciuti".

## Biografia
Stefan Paul Goetsch è nato a Friburgo in Brisgovia ed è cresciuto a Denzlingen, ai margini della Foresta Nera. Ha iniziato a suonare il pianoforte all'età di sei anni. Da adolescente programmava i suoi giochi per computer e suonava il basso in una band locale. Goetsch ha studiato ad Amburgo e ora vive a Berlino con la sua famiglia. Insieme ad Andre Frahm e Jan Elbeshausen, ha suonato nella band new wave chiamata The Dance Inc. fino allo scioglimento nel 2009. La band ha pubblicato tutte le sue canzoni per l'etichetta Audiolith Records di Amburgo.
Con il suo pseudonimo Hainbach utilizza tecniche musicali sperimentali con il tape loop e apparecchiature per i test nucleari. La rivista musicale britannica The Wire ha definito la sua musica come "One hell of a trip".
Lo pseudonimo Hainbach nacque nel 2010 e da allora ha pubblicato album su Opal Tapes, Lavender Sweep Records, Chase Bliss, Soil, Ultraviolet Light, Misc., Springbreak Tapes, SA Recordings, Gohan Tapes, Marionette, Seil Records e poi su Limited Interest label di Alessandro Cortini. I siti web musicali Bandcamp Daily e The Quietus hanno elogiato il suo album del 2018 The Evening Hopefuls e hanno nominato Hainbach uno dei "Dieci musicisti che aggiornano la musica elettroacustica per il 21º secolo"..
Come fonte di ispirazione ha spesso citato Bela Bartok, le colonne sonore dei videogiochi degli anni '80, Francis Bebey e Karl-Heinz Stockhausen.
Stefan Paul Goetsch ha lavorato a più di 70 spettacoli teatrali come compositore, paroliere e musicista dal vivo. Tra questi ci sono lo Staatstheater di Hannover, la Schauspielhaus Hamburg, il Theater Frankfurt, il Theater Bonn e il Deutsches Nationaltheater und Staatskapelle Weimar.
Hainbach ha scritto la musica per il gioco per iOS BrainConnect di Alexey Demidov nel 2016.
Nel 2017 ha composto la colonna sonora del corto-documentario Bruderkrieg (titolo inglese: War Of Brothers) di Felix Moser e Julian Moser. I due fratelli hanno collaborato con Hainbach a diversi video musicali tra cui l'album visivo di Light Splitting, presentato in anteprima dalla rivista inglese Fact ed è stato selezionato all'Ars Electronica Festival nel 2020. Hainbach ha realizzato la colonna sonora del documentario del 2021 Billions of Windows sulla vita di Stephen Wiltshire, diretto da Sergey Stefanovich. Ha scritto la colonna sonora per il documentario del 2021 The One Who Runs Away Is the Ghost, diretto da Qinyuan Lei.
Nell'aprile 2021 Hainbach ha creato suoni per AVAR, un'app di realtà aumentata dell'artista estone Taavi Varm, in collaborazione con il Goethe Institut di Tallinn.

## Discografia

### Album
- As Sparks Fly Upward (2012)
- The Heat (2014)
- Ashes (2015)
- Shrines (2016)
- No Need For Rain (2017)
- Cello Pattern (2017)
- Violin Forms (2017)
- The Evening Hopefuls (2018)
- Codex (2018)
- Songs For Coco (2018)
- Ambient Piano Works (2018)
- Senses (2018)
- Old Suns (2019)
- Gestures (2019)
- Assertion (2020)
- Light Splitting (2020)
- Schwebungssummer (2021)
- Landfill Totems (2021)
- Home Stories (2021)

### Colonne sonore
- Bruderkrieg (2017)
- Billions Of Windows (2021)
- The One Who Runs Away Is the Ghost (tba)
- Amrum (2025)

### Singoli ed EP
- A Ritual (2014)
- Rhein (2016)
- Only The Rain Never Tires (2017)
- Dear Earth (2018)
- Impulsgenerator (2019)
- The Earth’s Own Sighs (2020)
- Gaze Up At The Harvest Moon (2020)

### Collaborazioni & Remix
- Acosta, EP (2017, con Kilchhofer)
- Bad Stream – Transition, Single (Hainbach Rework)
- Hainbach / Todd Barton, EP (2019, con Todd Barton)
- Borrowed Water, Album (2019, con My Panda Shall Fly)
- Hainbach / Morfbeats, Album (2020, con Morfbeats)
- George Hurd & Hurd Ensemble - Tethering Blind / All Falling Apart, Single (2020, Hainbach Remix)
- Jaybird, Single (2020, con Bad Stream)
- Wouter van Veldhoven – Wanderlied, Single (Hainbach Rework) (2021)